# Erdős Pál-díj
Az Erdős Pál-díj (korábban Matematikai Díj) a Magyar Tudományos Akadémia III. Osztálya által a 40 évnél fiatalabb kiváló matematikusoknak évente odaítélt díj.

## A díjazottak
- 2021: Csikvári Péter
- 2020: Bárány Balázs
- 2018: Csóka Endre
- 2017: Kun Gábor
- 2016: Maróti Attila
- 2015: Varjú Péter
- 2014: Pete Gábor
- 2013: Szegedy Balázs
- 2012: Balázs Márton
- 2011: Gyarmati Katalin
- 2010: Abért Miklós
- 2009: Elekes Márton
- 2008: Tóth Géza
- 2007: Jordán Tibor
- 2006: Domokos Mátyás
- 2005: Pintér Ákos
- 2004: ifj. Böröczky Károly
- 2003: Bíró András
- 2002: Károlyi Gyula
- 2001: Makay Géza
- 2000: Molnár Lajos és Tardos Gábor
- 1999: Soukup Lajos
- 1998: Szőnyi Tamás
- 1997: Pyber László
- 1996: Bárány Imre
- 1995: Tóth Bálint
- 1994: Pálfy Péter Pál
- 1993: Balog Antal
- 1992: Szendrei Ágnes
- 1991: Komjáth Péter
- 1990: Ruzsa Z. Imre
- 1989: Laczkovich Miklós
- 1988: Csörgő Sándor
- 1987: Pintz János
- 1986: Beck József
- 1985: Móricz Ferenc
- 1984: Babai László
- 1983: Sárközy András
- 1982: Tusnády Gábor
- 1981: Daróczy Zoltán
- 1980: Schipp Ferenc
- 1979: Lovász László
- 1978: Szemerédi Endre
- 1977: Halász Gábor
- 1976: Juhász István